# 미로역
미로역(Miro station, 未老驛)은 강원특별자치도 삼척시 미로면에 위치한 영동선의 철도역이다.
2008년 1월 1일부터 여객취급이 중지되면서 모든 여객 열차가 정차하지 않는다.

## 연혁
- 1940년 7월 31일 : 무배치간이역으로 영업 개시[1]
- 1967년 1월 21일 : 배치간이역으로 변경[2]
- 1972년 1월 1일 : 을종승차권대매소 지정
- 1972년 7월 20일 : 무배치간이역으로 변경[3]
- 1988년 1월 1일 : 소화물 취급 중지[4]
- 1988년 6월 1일 : 을종승차권대매소 폐지
- 1998년 12월 28일 : 역사 신축 준공
- 1999년 1월 7일 : 배치간이역으로 승격[5]
- 2004년 4월 1일: 철도승차권 단말기 철거[6]
- 2008년 1월 1일 : 여객 취급 중지
- 2008년 12월 8일: 무배치간이역으로 격하

## 참고 문헌
1. ↑  조선총독부관보 휘보 사설철도운수개시인가(1940.08.09)
2. ↑  철도청 고시 제308호(1967.01.13)
3. ↑  철도청 고시 제40호(1972.07.10)
4. ↑  대한민국관보 철도청고시제38호, 1987년 12월 29일
5. ↑  철도청고시 제1998-75호, 1999년 1월 6일.
6. ↑  특이한 점은 그간 존재했던 단말기는 석항역, 마차리역과 동일하게 조회용으로만 사용이 됐다고 한다.